# Croth
Croth é uma comuna francesa na região administrativa da Normandia, no departamento de Eure. Estende-se por uma área de 10,49 km². Em 2010 a comuna tinha 1 378 habitantes (densidade: 131,4 hab./km²).

## Demografia
| 1962 | 1968 | 1975 | 1982 | 1990 | 1999 | 2008 |
| ---- | ---- | ---- | ---- | ---- | ---- | ---- |
| 476  | 538  | 598  | 764  | 1143 | 1293 | 1276 |